# Кристиан Томазиус
Кристиян Томазиус (на немски: Christian Thomasius, 1 януари 1655, Лайпциг – 23 септември 1728, Хале) е германски деятел на Просвещението, юрист и философ.
Първи от немските философи започва да пише и изнася лекции по право на немски език. Поставя основите на немската философска терминология. Основава „Месечни беседи“ (1688 – 1690) – първото научно списание на немски език по въпросите на общото образование. Взема участие в основаването на университета в Хале.